# Andreja Smrekar
Andreja Smrekar (* 30. Juli 1967 in Ljubljana) ist eine ehemalige jugoslawische Skilangläuferin.
Smrekar, die für den TVD Dol pri Ljubljani startete, trat international erstmals bei den Olympischen Winterspielen 1984 in Sarajevo in Erscheinung. Dort kam sie jeweils auf den 41. Platz über 5 km und 10 km und zusammen mit Jana Mlakar, Tatjana Smolnikar und Metka Munih auf den zehnten Rang in der Staffel. Im folgenden Jahr lief sie bei den Weltmeisterschaften in Oberstdorf auf den 51. Platz über 10 km und auf den 50. Rang über 5 km.